# Zatoka Narewska
Zatoka Narewska (est. Narva laht, ros. Нарвский залив) – zatoka Morza Bałtyckiego, stanowiąca część Zatoki Fińskiej. Zachodnia część wybrzeża znajduje się w granicach Estonii, wschodnia w granicach Rosji. Do zatoki, w pobliżu Narva-Jõesuu, uchodzi graniczna rzeka Narwa.